# شعار الاتحاد الإفريقي

شعار الاتحاد الأفريقي

شعار الاتحاد الأفريقي هو الشعار الرسمي لمنظمة الاتحاد الأفريقي.

## الدلالة
وفقا للمعلومات الرسمية التي قدمها الاتحاد الأفريقي، فهذا الشعار يقدم خريطة عذراء للقارة الأفريقية بدون حدود ومتحدة، محاطة بدائرة ذهبية ترمز لثروات أفريقية ومستقبلها المشرق.
- في الخارج ومن كل جهة يوجد أوراق النخل ترمز للسلام.
- الدائرة الخضراء ترمز لآمال وآفاق وتطلعات أفريقيا
- الدوائر الحمراء المترابطة في أسفل الشعار فترمز للتضامن الأفريقي والدم المقدم من أجل تحريرها.[1]

## مقالات ذات صلة
- الاتحاد الأفريقي

## روابط خارجية
- نشيد وشعار ورموز الاتحاد الأفريقي.